# Danh sách máy bay trực thăng
Dưới đây là danh sách máy bay trực thăng đã và đang được vận hành tính đến nay.

## A

### A-B Helicopters
- A-B Helicopters A/W 95

### American Aircraft International
- AAI Penetrator

### Aero
- Aero HC-2 Heli Baby

### Aero-Astra
- Aero-Astra Okhotnik 1
- Aero-Astra Okhotnik 2
- Aero-Astra Okhotnik 2M
- Aero-Astra Okhotnik 3

### Aero Eli Serviza
- Aero Eli Serviza Yo-Yo 222

### Aerokopter
- Aerokopter AK1-3 Sanka

### Aerospace General
- Aerospace General Mini-Copter

### Aérospatiale
- Aérospatiale Alouette II
- Aérospatiale Alouette III
- Aérospatiale Cougar
- Aérospatiale Dauphin
- Aérospatiale Djinn
- Aérospatiale Ecureuil
- Aérospatiale Gazelle
- Aérospatiale Lama
- Aérospatiale Puma
- Aérospatiale Super Frelon
- Aérospatiale Super Puma
- Aerospatiale P-120

### Aerotécnica
- Aerotécnica AC-11[1][2]
- Aerotécnica AC-12
- Aerotécnica AC-13
- Aerotécnica AC-14
- Aerotécnica EC-XZ-2
- Aerotécnica EC-XZ-4

### Agusta
- Agusta AZ.101G
- Agusta AB.102
- Agusta A103
- Agusta A104 Helicar
- Agusta A105
- Agusta A106
- Agusta A109
- Agusta A115
- Agusta A119 Koala
- Agusta A129 Mangusta

### AgustaWestland
- AgustaWestland AW101
- AgustaWestland CH-149 Cormorant
- AgustaWestland AW109
- AgustaWestland AW109 Grand
- AgustaWestland AW119 Koala
- AgustaWestland AW139
- AgustaWestland AW149
- AgustaWestland AW159
- AgustaWestland AW169
- AgustaWestland AW189

### Air & Space
- Air & Space 18A Flymobil

### Air Command
- Air Command Commander
- Air Command Commander 147A
- Air Command Commander Elite
- Air Command Commander Side-By-Side
- Air Command Commander Sport
- Air Command Commander Tandem
- Air Command Tandem

### Airbus Helicopters
- Airbus Helicopters H160
- Airbus Helicopters H175
- Airbus Helicopters X6

### Airmaster Helicopters
- Airmaster H2-B1

### Amax Engineering
- Amax Double Eagle TT
- Amax Eagle
- Amax Eagle TT

### Ambi Budd
- Ambi-Budd Flying Car

#### American Air Jet
- American Air Jet American

### American Helicopter
- XH-26 Jet Jeep
- XA-5 Top Sergeant[3]
- A-6 Buck Private[3]

### American Sportscopter
- American Sportscopter Ultrasport 254
- American Sportscopter Ultrasport 331
- American Sportscopter Ultrasport 496

### Arrow Coax
- Arrow Coax Livella Uno

### AutoGyro
- AutoGyro Calidus
- AutoGyro Cavalon
- AutoGyro eCavalon
- AutoGyro MT-03
- AutoGyro MTOsport

### Auroa Helicopters
- Auroa Helicopters Auroa

### Aviaimpex
- Aviaimpex Angel

### Avian
- Avian 2/180 Gyroplane

### Avicopter
- Avicopter AC313

### Avimech
- Avimech Dragonfly DF-1

### Aviomania
- Aviomania Genesis Duo G2SA
- Aviomania Genesis Solo G1SA

### AvioTecnica
- AvioTecnica ES-101 Exec
- AvioTecnica ES-101 Raven

## B

### Bell/Agusta
- BA609

### Bell Boeing
- V-22 Osprey
- Quad TiltRotor

### Bell Helicopter Textron
- Bell 30
- Bell 47, 47J
- Bell 48
- Bell 61
- Bell AH-1G, W, Z
- Bell 201
- Bell 204/205
- Bell 206
- Bell 207
- Bell OH-58
- Bell 212
- Bell 214, 214ST
- Bell 222/230
- Bell 309
- Bell 360
- Bell 407
  - Bell ARH-70
- Bell 409
- Bell 412
- Bell 427
- Bell 429
- Bell 430
- Bell 505
- Bell 525
- Bell UH-1
- Bell UH-1N, Y
- Bell D-292
- Bell V-247
- Bell V-280
- Bell XV-3
- Bell XV-15
- Bell X-22
- Bell LHX

### Bensen
- Bensen B-6
- Bensen B-8
- Bensen Mid-Jet
- Bensen B-9
- Bensen B-10
- Bensen B-12

### BJJR
- BJJR Bulldog

### Boeing
- AH-64 Apache
- RAH-66 Comanche
- CH-46 Sea Knight
- CH-47 Chinook
- XCH-62 HLH
- Boeing Canard Rotor
- Boeing Model 360
- YUH-61 UTTAS

### Borgward
- Borgward Kolibri

### Brantly
- Brantly B-1
- Brantly B-2
- Brantly 305

### Bratukhin
- Bratukhin Omega
- Bratukhin B-5
- Bratukhin B-11

### Breguet
- Gyroplane Laboratoire
- Breguet G.11E
- Breguet-Richet Gyroplane

### Bristol Aeroplane Company
- Bristol Sycamore
- Bristol Belvedere

### Buhl Aircraft Company
- Buhl A-1 Autogyro

## C

### Calumet Motorsports
- Calumet Snobird Explorer

### Canadian Home Rotors
- Canadian Home Rotors Safari

### Celier Aviation
- Celier Kiss
- Celier Xenon 2
- Celier Xenon 3
- Celier Xenon 4

### Cessna
- Cessna CH-1

### Changhe Aircraft Industries Corporation
- Changhe Z11
- Changhe WZ-9
- WZ-10
- Changhe Z-8
- CA109

### Chu
- Chu Hummingbird
- Chu CJC-3

### Cicaré Helicópteros S.A.
- Cicaré CK.1
- Cicaré CH-7
- Cicaré CH-14

### Cierva Autogiro Company
- Cierva C.1
- Cierva C.2
- Cierva C.3
- Cierva C.4
- Cierva C.6
- Cierva C.8
- Cierva C.9
- Cierva C.12
- Cierva C.17
- Cierva C.19
- Cierva C.24
- Cierva C.29
- Cierva C.30A
- Cierva C.40
- Cierva W.5
- Cierva W.9
- Cierva W.11 Air Horse
- Cierva W.14 Skeeter
- Cierva CR Twin

### Continental Copters
- El Tomcat

### Cornu
- Cornu helicopter (1907)

### Council for Scientific and Industrial Research
- CSIR Experimental Autogyro II

### Craft Aerotech
- Craft Aerotech 200

## D

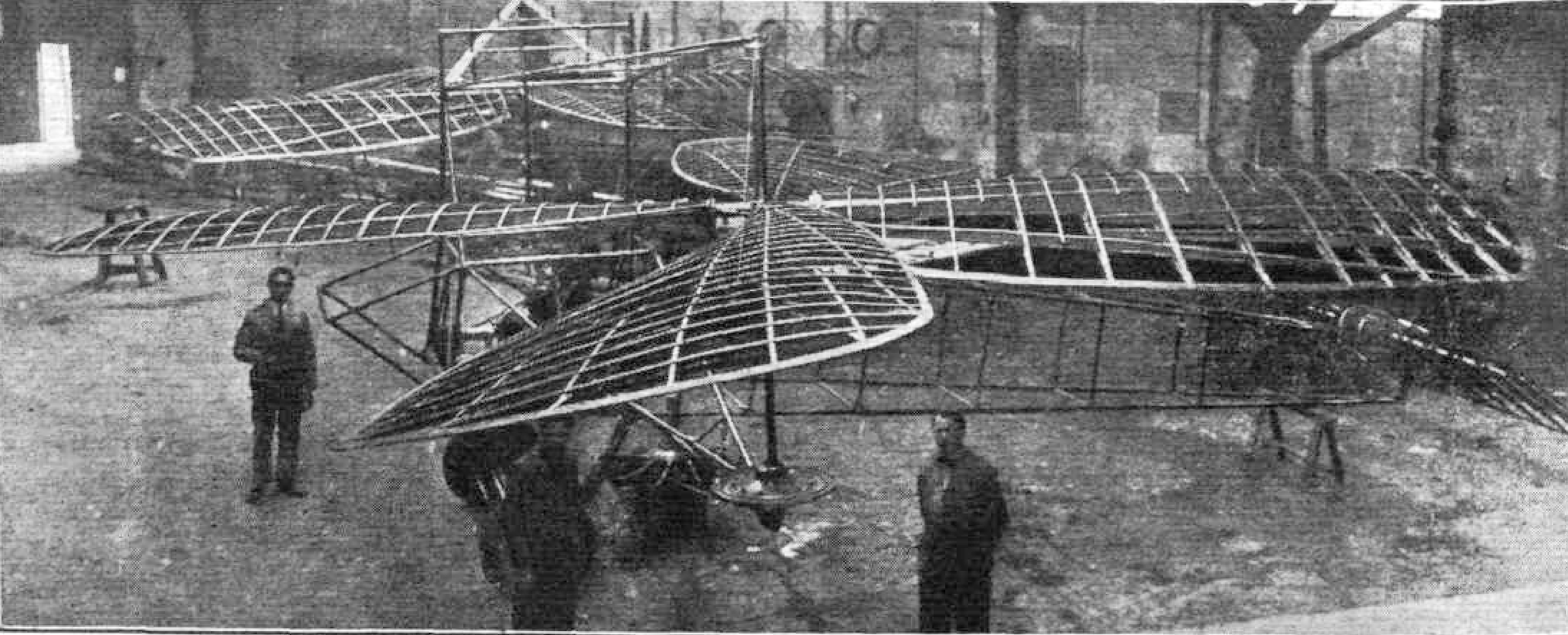
Máy bay trực thăng Damblanc–Lacoin Alérion đang được chế tạo

### Denel Aerospace Systems
- Denel Oryx
- Denel XH-1 Alpha
- Denel XTP-1 Beta
- Denel Rooivalk

### DF Helicopters
- DF334

### Doak
- Doak VZ-4[4]

### Doman
- Doman LZ-1
- Doman LZ-5

### Dornier Flugzeugwerke
- Dornier Do 132
- Dornier Do 32

### DSH
- DSH J-62

### DTA sarl
- DTA J-RO

### Dynali Helicopter
- Dynali H2S
- Dynali H3 Easyflyer

## E

### Eagle
- Eagle Helicycle

### Eagle's Perch
- Eagle's Perch

### EDM Aerotec
- EDM Aerotec CoAX 2D/2R

### ELA Aviación
- ELA 07
- ELA 09 Junior
- ELA 10 Eclipse

### Engineering System
- Engineering System Gen H-4

### Enstrom
- Enstrom F-28
- Enstrom 280
- Enstrom 480

### Erickson Air-Crane
- Erickson S-64

### Eurocopter Group
- Eurocopter UH-72 Lakota
- Eurocopter BK-117
- Eurocopter EC 130
- Eurocopter EC 135
- Eurocopter EC 145
- Eurocopter EC 155
- Eurocopter EC 175
- Eurocopter EC 225
- Eurocopter EC 635
- Eurocopter EC 725
- Eurocopter Colibri
- Eurocopter Cougar
- Eurocopter Dauphin
- Eurocopter Ecureuil
- Eurocopter Fennec
- Eurocopter Panther
- Eurocopter Super Puma
- Eurocopter Tiger
- Eurocopter X³

## F

### Fairchild Hiller
- Fairchild Hiller FH-1100

### Fairey Aviation
- Gyrodyne
- Jet Gyrodyne
- Rotodyne
- Fairey Ultra-light Helicopter

### Farrington Aircraft
- Farrington Twinstar
- Farrington 18A

### Fiat
- Fiat 7002

### Filper
- Filper Beta 200
- Filper Beta 400

### Firestone Aircraft Company
- Firestone 45

### Flettner
- Flettner Fl 184
- Flettner Fl 185
- Flettner Fl 265
- Flettner Fl 282

### Florine
- Florine Helicopter No.3[5]

### Focke-Achgelis
- Focke-Achgelis Fa 223

### Focke-Wulf
- Focke-Wulf Fw 61

### Freewind Aviation
- Freewind Bumble B

## G

### Gadfly Aircraft
- Gadfly HDW.1

### Gazda
- Gazda Helicospeeder

### GEN Corporation
- GEN H-4

### German Gyro Safety Aviation
- German Gyro Matto

### Gluhareff
- Gluhareff MEG-1X[6]
- Gluhareff MEG-2X[6]
- Gluhareff MEG-3X[6]
- Gluhareff EMG-300

### GoFly Aeronatique
- GoFly Gotar

### Groen Brothers Aviation
- Groen Hawk H4

### Guépard II Team
- Guépard II XJ01

### Gyrodyne Company of America
- Gyrodyne DSN DASH
- Gyrodyne RON Rotorcycle

## H

### Hafner
- Hafner A.R.III Gyroplane
- Hafner Rotabuggy

### Harbin Aircraft Manufacturing Corporation
- Harbin Z-5
- Harbin Z-9
- Harbin Z-19

### Heli-Sport
- Heli-Sport CH-7 Angel
- Heli-Sport CH-7 Kompress
- Heli-Sport CH-7 Kompress Charlie
- Heli-Sport CH77 Ranabot

### Helicopter Engineering Research Corporation
- Jovanovich JOV-3

### Hélicoptères Guimbal
- Guimbal Cabri G2

### Helowerks
- Helowerks HX-1 Wasp

### Higgins
- Higgins EB-1

### Hillberg Helicopters
- Hillberg EH1-01 RotorMouse
- Hillberg Turbine Exec

### Hiller Aircraft Corporation
- Hiller UH-12/OH-23
- Hiller HJ-1/YH-32
- Hiller X-18
- Hiller Ten99
- Hiller VZ-1 Pawnee
- Hiller ROE Rotorcycle

### Hindustan Aeronautics Limited
- HAL Dhruv
- HAL Light Utility Helicopter
- HAL Light Combat Helicopter
- HAL Cheetah
- HAL Chetak
- HAL Rudra

### Hoppi-copter
- Pentecost HX-1 Hoppi-Copter
- Hoppi-copter 101[7]
- Hoppi-copter 102[7]
- Hoppi-copter Firefly[7]

### Hughes Helicopters
- AH-64 Apache
- OH-6 Cayuse
- TH-55 Osage
- Hughes XH-17 Flying Crane
- XH-28
- Hughes-McDonnell XV-9 "Hot Cycle"

### Hungaro Copter Limited
- Hungaro Copter

## I

### Industria Aeronautică Română
- IAR 316
- IAR 330

### Innovator Technologies
- Innovator Mosquito Air
- Innovator Mosquito XE

### Irkut
- Irkut A-002

### Italian Rotors Industries
- IRI T22B
- IRI T250A

## K

### KAI
- Surion

### Kaman Aircraft
- Kaman K 225
- Kaman HH-43
- Kaman K-16
- Kaman K-1125 "Huskie III"
- Kaman SH-2
- Kaman KSA-100 SAVER
- Kaman K1200 K-Max

### Kamov
- Kamov Ka-8
- Kamov Ka-10
- Kamov Ka-15
- Kamov Ka-18
- Kamov Ka-20
- Kamov Ka-22
- Kamov Ka-25
- Kamov Ka-26
- Kamov Ka-27/28/29/32
- Kamov Ka-31
- Kamov Ka-37
- Kamov Ka-40
- Kamov Ka-50/52
- Kamov Ka-60
- Kamov V-80
- Kamov Ka-90
- Kamov Ka-92
- Kamov V-100
- Kamov Ka-115
- Kamov Ka-118
- Kamov Ka-126
- Kamov Ka-137
- Kamov Ka-226

### Kawasaki Heavy Industries
- Kawasaki KH-4
- Kawasaki BK 117
- Kawasaki OH-1

### Kayaba Industry
- Kayaba Ka-1

### Kazan Helicopter Plant
- Kazan Ansat

### Kellett
- Kellett K-1X[8]
- Kellett K-2/3/4
- Kellett KD-1
- Kellett KD-10[8]
- Kellett KH-2[8]
- Kellett KH-15[8]
- Kellett H-8[8]
- Kellett H-10[8]
- Kellett H-17[8]
- Kellett R-8
- Kellett R-10

### Kharkiv Aviation Institute
- KhAI-24

### Kinney
- Kinney HRH

### Konner Srl
- Konner K1

## L

### Lada Land
- Lada Land VM-01

### LAE Helicopters Cyprus
- LAE Ultrasport 496T

### Landgraf Helicopter Company
- Landgraf H-2

### Lecoin-Damblanc
- Lecoin-Damblanc Alérion[9][10][11]

### Léger
- Léger machine

### Leineweber
- Leineweber 1921 Helicopter[12]

### Little Wing Autogyros, Inc.
- Little Wing LW-1
- Little Wing Roto-Pup

### Lockheed
- Lockheed AH-56 Cheyenne
- Lockheed CL-475
- Lockheed XH-51
- Lockheed Martin VH-71 Kestrel

## M

### Manzolini
- Manzolini Libellula

### Marenco Swisshelicopter
- SKYe SH09

### MATRA
- MATRA-Cantinieau MC-101[13]

### McCulloch Autogyro
- McCulloch J-2

### McDonnell
- McDonnell XV-1

### McDonnell Douglas
- MH-6 Little Bird
- MD 500
- MD 500 Defender
- MD 600
- MD Explorer

### Messerschmitt-Bölkow-Blohm
- Bölkow Bo 46
- Bölkow Bo 102 Heli Trainer
- Bölkow Bo 103
- MBB Bo 105
- MBB/Kawasaki BK 117

### Midwest Engineering & Design
- Midwest Hornet
- Midwest Zodiac Talon-Turbine

### Mil Moskva
- Mil Mi-1
- Mil Mi-2
- Mil Mi-4
- Mil Mi-6
- Mil V-7
- Mil Mi-8
- Mil Mi-10
- Mil Mi-12
- Mil Mi-14
- Mil V-16
- Mil Mi-17
- Mil Mi-24/25/35
- Mil Mi-26
- Mil Mi-28
- Mil Mi-30
- Mil Mi-34
- Mil Mi-36
- Mil Mi-38
- Mil Mi-52
- Mil Mi-X1 (Mi-Kh1)

### Millennium Helicopter
- Millennium MH-1

### Mitsubishi Heavy Industries
- Mitsubishi MH2000

## N

### Nagler
- Nagler NH-160

### NASA/JPL
- Mars Helicopter Ingenuity

### Nederlandse Helikopter Industrie
- NHI H-3 Kolibrie

### NHIndustries
- NHI NH90

### Niki Rotor Aviation
- Niki 2004
- Niki Lightning
- Niki Kallithea

### Nord
- Nord N.1700
- Nord N.1750 Norelfe

### Northrop Grumman
- MQ-8 Fire Scout

### Nova Sp. z.o.o.
- Nova Coden

## P

### Panha
- Panha 2091

### Pawnee Aviation
- Pawnee Chief
- Pawnee Warrior

### Pentecost
- Pentecost HX-1 Hoppi-Copter

### Petróczy-Kármán-Žurovec
- PKZ-1[14]

### Philippine Aerospace Development Corporation
- PADC Hummingbird

### Phoenix Rotorcraft
- Phoenix Skyblazer

### Piasecki Helicopter
- Piasecki HRP-1
- Piasecki HRP-2
- Piasecki PV-2
- Piasecki HUP
- Piasecki H-16 Pathfinder
- Piasecki H-21
- Piasecki H-25 Army Mule
- Piasecki 59 Airgeep
- Piasecki X-49
- Piasecki PA-97

### Pitcairn
- Pitcairn PA-18
- Pitcairn PA-19
- Pitcairn PAA-1
- Pitcairn PCA-2

### Platt-LePage Aircraft Co
- Platt-LePage XR-1

### PZL
- PZL W-3 Sokół
- PZL SM-4 Latka
- PZL SW-4
- PZL Kania

## R

### Raven Rotorcraft
- Raven Explorer I
- Raven Explorer II

### Redback Aviation
- Redback Buzzard

### Revolution Helicopter Corporation
- Revolution Mini-500

### Robinson Helicopter
- Robinson R22
- Robinson R44
- Robinson R66

### Rotorcraft Ltd
- Cierva CR-Twin

### Rotorschmiede
- Rotorschmiede VA115

### RotorSport UK Ltd
- RotorSport UK Calidus
- RotorSport UK MT-03

### RotorWay International
- RotorWay Elite[15]
- RotorWay Exec 162F
- RotorWay Scorpion
- RotorWay A600 Talon[16]
- RotorWay 300T Eagle[16]

### Rotorwing-Aero
- Rotorwing-Aero 3D-RV

### Russian Gyroplanes
- Russian Gyroplanes Gyros-1 Farmer
- Russian Gyroplanes Gyros-2 Smartflier

## S

### Santos-Dumont
- Santos-Dumont helicopter

### Saunders
- Saunders Helicogyre

### Saunders Roe
- Saro Skeeter
- Saro P.531

### Scheutzow
- Scheutzow B

### Schweizer Aircraft
- Schweizer 300
- Schweizer 330/333

### Shaanxi Baojii Special Vehicles Manufacturing Company
- Shaanxi Baojii Special Vehicles Lie Ying Falcon

### Shahed Aviation Industries Research Center
- HESA Shahed 278
- HESA Shahed 285

### Showers-Aero
- Showers Skytwister Choppy

### Sikorsky Aircraft
- Vought-Sikorsky VS-300
- Sikorsky R-4
- Sikorsky R-5
- Sikorsky R-6
- Sikorsky H-19 (S-55)
- Sikorsky CH-37 Mojave
- Sikorsky H-34 (S-58)
- Sikorsky XH-39
- MH-53J Pave Low
- Sikorsky S-60
- Sikorsky UH-3 Sea King
- Sikorsky S-62
- Sikorsky CH-54 Tarhe (S-64)
- CH-53 Sea Stallion
- Sikorsky S-67
- Sikorsky S-69
- Sikorsky S-70 UH-60, HH-60, SH-60
- Sikorsky S-72
- Sikorsky S-75
- Sikorsky S-76
- CH-53E Super Stallion
- Sikorsky S-92
  - CH-148 Cyclone
- Sikorsky S-97 Raider
- RAH-66 Comanche
- Sikorsky X2
- Sikorsky Cypher

### Silvercraft Italiana
- Silvercraft SH-4

### SKT Swiss Kopter Technology SA
- SKT Skyrider 06

### SkyCruiser Autogyro
- SkyCruiser Autogyro SkyCruiser

### SNCAC
- SNCAC NC.2001

### SNCASE
- SNCASE SE-3110

### SNCASO
- Sud-Ouest Ariel
- Sud-Ouest Djinn

### Spitfire Helicopter Company
- Spitfire Helicopters Spitfire Mk.I
- Spitfire Helicopters Spitfire Mk.II Tigershark

### Star Aviation Inc|Star Aviation
- Star Aviation LoneStar Sport Helicopter

### Sznycer
- Sznycer SG-VI-D
- Sznycer Omega BS-12

## T

### Titanium Auto Gyro
- Titanium Explorer

### Thruxton
- Thruxton Gadfly E.S.102

### Transcendental Aircraft Corporation
- Transcendental 1-G

### Trendak
- Trendak Tercel

### Trixy Aviation Products
- Trixy G 4-2 R
- Trixy Liberty
- Trixy Princess
- Trixy Trixformer

### TsAGI
- TsAGI A-4[17]

### Turkish Aerospace Industries
- TAI/AgustaWestland T-129
- TAI T-625

## V

### Vertical
- Vertical Hummingbird

### Vertol Aircraft Corporation
- CH-46 Sea Knight
- CH-47 Chinook
- H-21 Shawnee
- H-25 Retriever

### Villamil
- Villamil Libélula Viblandi

### Volocopter
- Volocopter VC2
- Volocopter 2X

### Vortech
- Vortech A/W 95
- Vortech Choppy
- Vortech G-1
- Vortech Hot Rod
- Vortech Kestrel Jet
- Vortech Meg-2XH Strap-On
- Vortech Skylark
- Vortech Shadow
- Vortech Sparrow

## W

### Wagner
- Wagner Aerocar

### Westland Helicopters
- Westland Apache
- Westland Dragonfly
- Westland Gazelle
- Westland Lynx
- Westland Sea King
- Westland Scout
- Westland Wasp
- Westland Wessex
- Westland Westminster
- Westland Whirlwind
- Westland Widgeon

### Windspire Inc.
- Windspire Aeros

### Winner SBS
- Winner B150

### Wombat Gyrocopters
- Wombat Gyrocopters Wombat

## Y

### Yakovlev
- Yakovlev EG
- Yakovlev Yak-24
- Yakovlev Yak-60
- Yakovlev Yak-100
- Yakovlev VVP-6

### Youngcopter
- Youngcopter Neo

## Z

### Zafar Aircraft
- Zafar 300